# Campdevànol
Campdevànol – gmina w Hiszpanii, w prowincji Girona, w Katalonii, o powierzchni 32,8 km². W 2011 roku gmina liczyła 3469 mieszkańców.